# Kristian Høgenhaug
Kristian Høgenhaug er en dansk triatlet fra Aarhus 1900. Han vandt i 2019 EM-guld i i langdistance-triatlon i Amsterdam i personlig rekord med tiden 7:53:52 timer som samtidig er den fjerdebedste danske tid nogensinde. Klubkammeraten Morten Brammer Olesen vandt bronze. Høgenhaug kvalificerede sig i juli 2019 til VM ved at vinde Ironman Hamburg.